# Le Cri (journal)
Pour les articles homonymes, voir Le Cri et Le Cri (homonymie).
Le Cri était le journal de la Jeunesse étudiante chrétienne (JEC) au cours des années 1960, pour lequel elle a fait appel au journaliste progressiste et catholique Georges Hourdin.

## Histoire
Georges Hourdin avait réussi dès le 1er mai 1961, le lancement de Croissance des jeunes nations pour attirer l’attention sur l’émergence du tiers-monde, les enjeux du développement, au moment de la décolonisation. Il sera un enseignant à l'École supérieure de journalisme de Paris.
Au début des années 1960, les dirigeants de la JEC songent à un journal où le politique tiendrait une grande place, ce qui n’est pas dans la ligne de pensée des autorités catholiques de l’époque. Leurs prises de position sur la question de l'indépendance, en pleine Guerre d'Algérie inquiète. Ainsi, le groupe "Bonne Presse", ancêtre de Bayard-Presse) ne veut pas prendre ce risque. 
La JEC se tourne alors vers Georges Hourdin, qui lui accueille le projet avec enthousiasme. Le journal s'appelle Le Cri. Son premier numéro sort en avril 1962, deux mois avant l’indépendance de l’Algérie.  En mars 1964, Le Cri consacre un numéro spécial à l’amour en s'appuyant sur une étude statistique et un recueil de témoignages. C'est l'année de la déconfessionalisation de la CFTC, devenue CFDT. L’éditorial du Cri, dans ce numéro, dénonce la marginalisation des couples cohabitant alors qu'ils sont encore non salariés, leurs conditions de vie et la désapprobation morale qu’ils suscitent dans la société et l'Église. 
Le journal  dénonce aussi le rôle de l’Église catholique dans l’impréparation sexuelle : « un certain nombre de jeunes couples, et parmi eux des catholiques, mettent en question le droit des Églises à se saisir de leur situation sexuelle ». Un article proclame même que « la libération de la femme, capable de mener une vie sexuelle libre, est d’une importance capitale ». Il dénonce le mariage comme seule forme légitime de vie commune, salue les moyens de contraceptions chimiques et veut rompre le lien systématique entre acte sexuel et reproduction.
Les prises de position dans le journal sont très à gauche, rejetant dès 1961 le Plan Fouchet projet politique européen de la commission intergouvernementale présidée par Christian Fouchet, soutenant les revendications de l'UNEF, ou dénonçant l'Espagne franquiste et catholique. Des débats sont organisés avec le titre des étudiants communistes, Clarté.
Dans l'ébullition intellectuelle des trois années qui précèdent la révolte étudiante de 1968, la montée du Gauchisme et les projets du Cri n’entraînent pas une adhésion suffisante de la hiérarchie catholique. La JEC est en effet alors proche du Parti socialiste unifié (France) et de son journal Tribune socialiste.  Dans un numéro de son journal, Jean Tercé, Philippe Xambeu, et Rolland Millier soulignent que la presse a fait le parallèle entre les méthodes employées par le PCF pour mettre au pas ses étudiants et leur journal Clarté (journal) et celles de la hiérarchie catholique envers la JEC Jeunesse étudiante chrétienne. Pierre Veuillot (1913-1968), cardinal français, archevêque de Paris et président de la commission Episcopale du Monde Scolaire et Universitaire (CEMSU), vient alors de poser un ultimatum aux dirigeants de la JEC sous forme de 5 questions puis a considéré qu'ils ne "sont plus habilités à porter la responsabilité de ces mouvements d'action catholique".
Henri Nallet, alors secrétaire national (JEC) et une grande partie des équipes nationales JEC et JECF ont ainsi été poussés à la démission le 29 mars 1965. Le journal cesse de paraître en juillet 1965.
Georges Hourdin conserve cependant la volonté de faire paraître un journal d’actualité destiné à un public de cadres chrétiens ou non, de syndicalistes et de politiques. Il reprend le titre du Cri. Le premier numéro du journal Le Cri du monde paraît en novembre 1966. Mais la diffusion, de seulement 25 000 exemplaires n’est pas suffisante pour en assurer la pérennité.